# لا کاسرا
لا کاسرا (انگلیسی: La Casera) شرکت صنایع غذایی اسپانیایی است، که در سال ۱۹۴۹ تأسیس شد.